# Bawskee
Bawskee — дебютный микстейп американского рэпера Comethazine. Он был выпущен 24 августа 2018 года на лейбле Alamo Records. Микстейп содержит гостевые участия от Lil Yachty и Ugly God.

## Обложка
На обложке Bawskee изображён мультяшный 19-летний Comethazine, летящий к планете в форме черепа. Она была вдохновлена обложкой микстейпа Lil Uzi Vert The Perfect LUV Tape.

## Отзывы
| Оценки критиков | Оценки критиков |
| Источник        | Оценка          |
| --------------- | --------------- |
| Rate Your Music | [ 3 ]           |
| Pitchfork       | [ 4 ]           |

Bawskee был принят смешанными и негативными оценками.
В  Pitchfork назвали микстейп «бездарным», а также написали, что «редко можно встретить такой пустой альбом, как Bawskee. Он настолько бесполезный во всех отношениях, что начинаешь опасаться, что он может запятнать всё, что сцена SoundCloud построила. Comethazine банальная фигура, у которой не развилась личность, направление или чувство собственного стиля».

## Список композиций
По данным Genius.
| №                   | Название                                     | Продюсер(ы)         | Длительность |
| ------------------- | -------------------------------------------- | ------------------- | ------------ |
| 1.                  | «Walk»                                       | BHUNNA              | 1:36         |
| 2.                  | «V12»                                        | Shoki               | 1:49         |
| 3.                  | «Bands»                                      | Foreign Heat        | 1:38         |
| 4.                  | «No Discussion»                              | Danny Wolf wyt      | 2:53         |
| 5.                  | «Blicky»                                     | ChildBoy Yung Stan  | 1:30         |
| 6.                  | «My Way»                                     | BHUNNA              | 1:42         |
| 7.                  | «Let It It» (при участии Ugly God)           | Ronny J             | 1:27         |
| 8.                  | «Sick Shit»                                  | ChildBoy            | 1:42         |
| 9.                  | «Bring Dat Bag Out» (при участии Lil Yachty) | CuBeatz Ronny J     | 1:48         |
| 10.                 | «Mans»                                       | Digital Nas         | 1:27         |
| 11.                 | «If I Got To»                                | Fendi Supreme       | 1:36         |
| 12.                 | «No Ex»                                      | Trillogy            | 1:40         |
| 13.                 | «Oowee»                                      | Trillogy            | 1:41         |
| 14.                 | «Pneumonia»                                  | BHUNNA              | 1:37         |
| 15.                 | «Sticks Out The Window»                      | Mustard Official    | 1:41         |
| 16.                 | «Hero»                                       | BHUNNA              | 1:18         |
| 17.                 | «Demi»                                       | BHUNNA              | 1:38         |
| 18.                 | «Piped Up»                                   | ChaseTheMoney       | 2:47         |
| Общая длительность: | Общая длительность:                          | Общая длительность: | 31:39        |

## Чарты
| Чарты (2019)        | Высшая позиция |
| ------------------- | -------------- |
| США (Billboard 200) | 136            |